# بومبادور (تسريحة شعر)

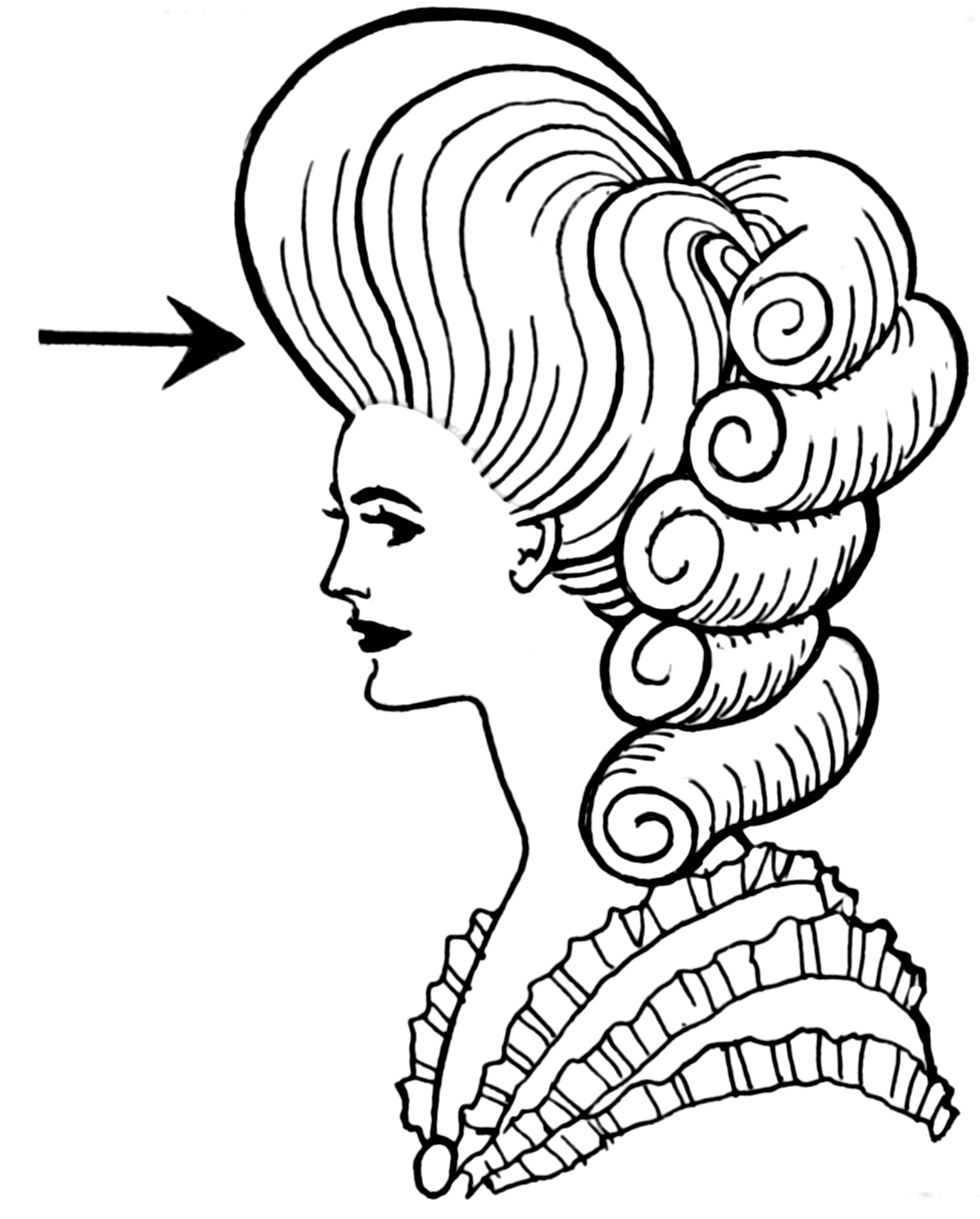
بومبادور تأخذ اسمها من مدام دو بومبادور

بومبادور مصطلح يشير إلى تسريحة شعر قديمة تعود إلى القرن الثامن عشر نسبة إلى الأرستقراطية مدام دو بومبادور (1721-1764)، عشيقة الملك لويس الخامس عشر على الرغم من أن هناك اختلافات نمط بين النساء والرجال، المفهوم الأساسي لها يرفع فيها خصلات الشعر من وجه مرتد إلى الوراء ويترك عالي فوق الجبين، وأحيانا يرفع من الجانبين وكذلك الظهر.

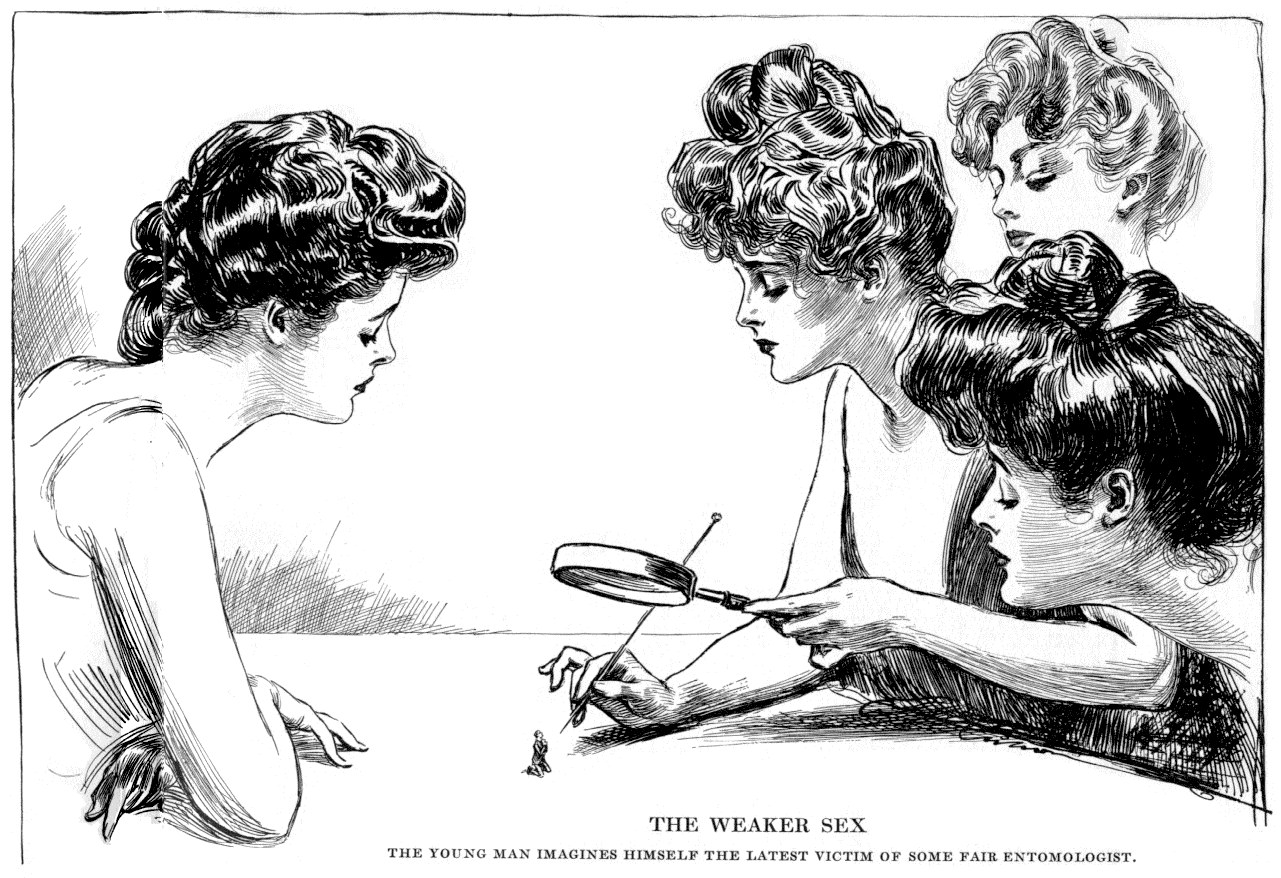
اسلوب بومبادور جزء أساسي من فتاة جيبسون

بعد أن أصبحت شعبيه بين النساء العصريات في القرن 18، فقد تم اعادتها كأسلوب جزئي من مظهر فتاة جيبسون في 1890s، واستمر ليكون رائجاً حتى الحرب العالمية الأولى. أسلوب أصبح شائعا مرة أخرى للمرأة في 1940s،
أما للرجال، الأسلوب أصبح رائج في وقت مبكر بعد أن اشتهر بها نجم الروك أند رول الفيس بريسلي وكانت شعبية في أواخر 1950s. التغيرات في نمط بومبادور تستمر ولا زال يرتديها الرجال والنساء في القرن 21.

## معرض صور

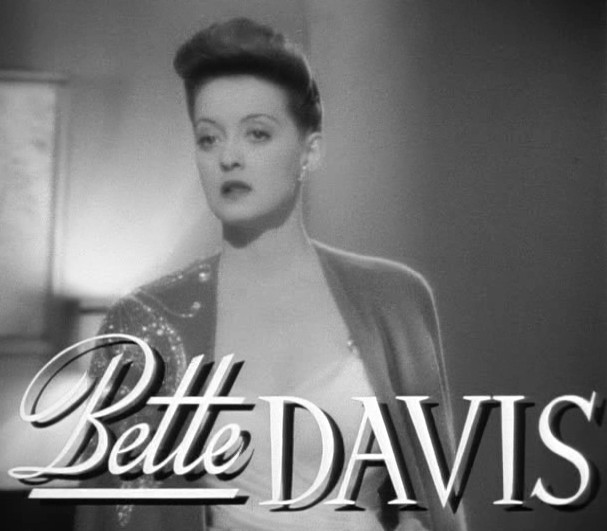
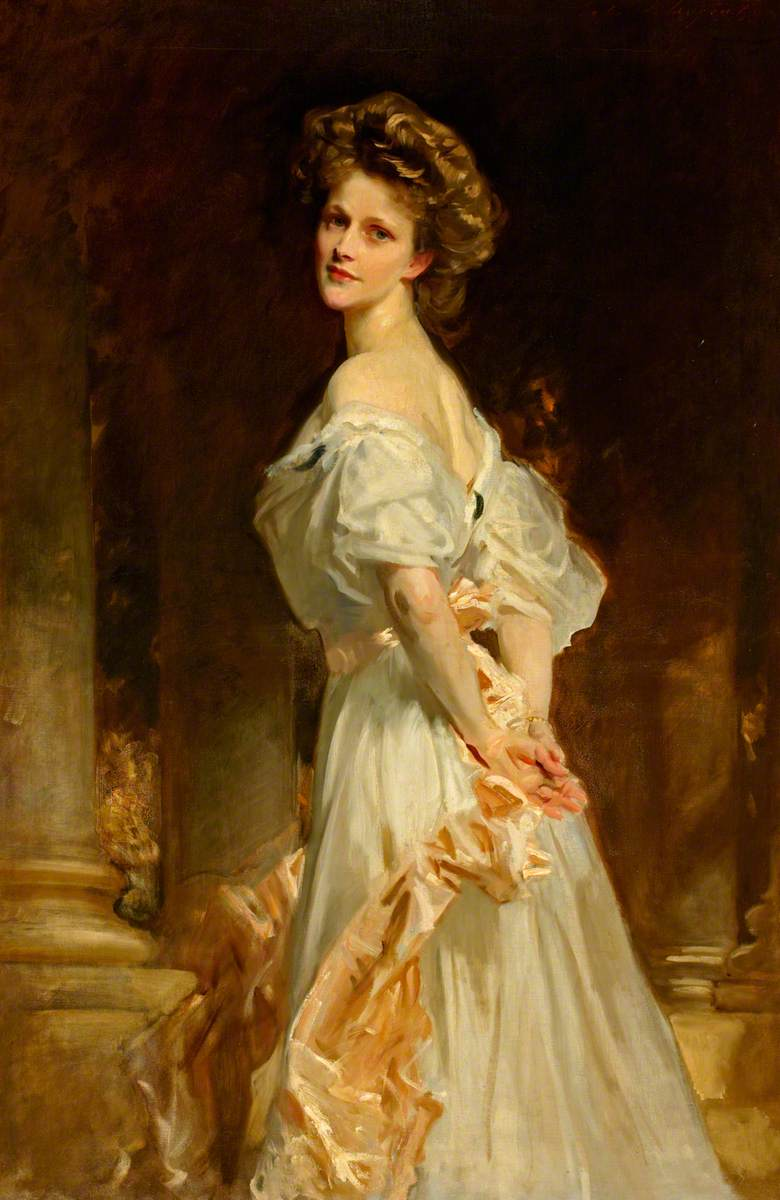
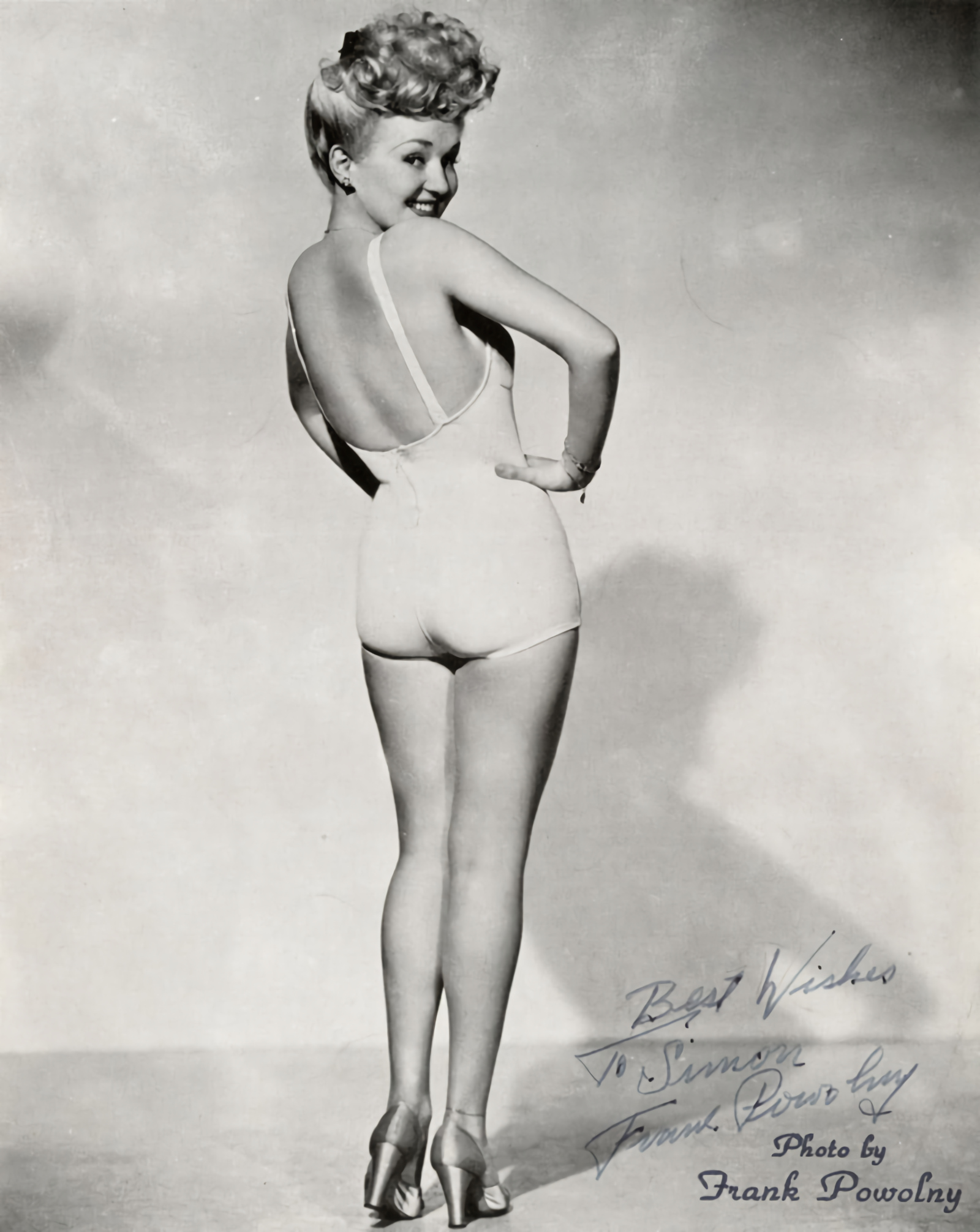